# Crossgar
Crossgar är en ort i Storbritannien.   Den ligger i riksdelen Nordirland, i den västra delen av landet, 500 km nordväst om huvudstaden London. Crossgar ligger 22 meter över havet och antalet invånare är 1 667.
Terrängen runt Crossgar är platt.Runt Crossgar är det ganska tätbefolkat, med 160 invånare per kvadratkilometer. Närmaste större samhälle är Downpatrick, 8,2 km söder om Crossgar. Trakten runt Crossgar består i huvudsak av gräsmarker.